# 裴丽珠
朱丽叶·布雷登（英語：Juliet Bredon，1881年-1937年），中文名裴丽珠，英国女作家，中国海关署总税务司裴式楷的女儿，总税务司赫德的内侄女，丈夫是法国人、海关副税务司的罗尔瑜（Charles Henry Lauru）。

## 著作
- 《赫德爵士传奇》（Sir Robert Hart: the Rimance of a Great Career）（1909）
- 《北京纪胜》（Peking: A Historical and Intimate Description of its Chief Places of Interest）（1922）
- 《中国人的阴影》(Chinese Shadows)（1922)
- 《中国阴历风俗节日记》（The Moon Year: A Record of Chinese Customs and Festivals）（1927）
- 《中国新的年节》（Chinese New Year Festivals）（1930）
- 《百坛记》（Hundred Altars）（1934）[2]